# ساختمان مجلس هند
ساختمان مجلس هند بنایی در کشور هند است که مجلس این کشور در آن قرار دارد. این بنا در خلال سال‌های ۱۹۱۲ و ۱۹۱۳ توسط هربرت بیکر و همکارش ادوین لوتینس طراحی شد. ساخت این بنا در سال ۱۹۲۱ آغاز شد و در سال ۱۹۲۷ حضور نایب‌السلطنه هند افتتاح گردید.